# In After Years (film 1917)
In After Years è un cortometraggio muto del 1917 diretto da E.A. Martin. Prodotto dalla Selig Polyscope Company, di genere drammatico, il film aveva come interpreti Eugenie Besserer, Lillian Leighton, William Stowell.

## Trama
Una donna, alle soglie della maturità, rivede episodi della propria vita.

## Produzione
Il film fu prodotto dalla Selig Polyscope Company.

## Distribuzione
Distribuito dalla General Film Company, il film - un cortometraggio in una bobina - uscì nelle sale cinematografiche statunitensi nel 1917.